# Quintana Redonda
Quintana Redonda település Spanyolországban, Soria tartományban. Quintana Redonda Valderrodilla, Rioseco de Soria, Golmayo, Los Rábanos, Cubo de la Solana, Almazán, Tardelcuende és Fuentepinilla községekkel határos. Lakosainak száma 512 fő (2024).

## Népesség
A település népessége az elmúlt években az alábbi módon változott:
| Lakosok száma | 570  | 564  | 557  | 536  | 523  | 519  | 493  | 489  | 503  | 512  |
|               | 2001 | 2004 | 2007 | 2009 | 2012 | 2014 | 2017 | 2019 | 2022 | 2024 |